# Shamar Horatio
Shamar Horatio (* 6. Dezember 2003) ist ein guyanischer Leichtathlet, der sich auf den Sprint spezialisiert hat.

## Sportliche Laufbahn
Erste internationale Erfahrungen sammelte Shamar Horatio bei den CARIFTA Games 2022 in Kingston mit 10,99 s in der ersten Runde im 100-Meter-Lauf ausschied und über 200 Meter mit 21,75 s ausschied. Zudem belegte er mit der guyanischen 4-mal-100-Meter-Staffel in 42,79 s den sechsten Platz. 2025 belegte er bei den Südamerikameisterschaften in Mar del Plata in 20,92 s den sechsten Platz im 200-Meter-Lauf und kam mit der Staffel im Finale nicht ins Ziel.
2024 wurde Horatio guyanischer Meister im 200-Meter-Lauf.

## Persönliche Bestleistungen
- 100 Meter: 10,50 s (+2,0 m/s), 30. April 2022 in Leonora
- 200 Meter: 20,70 s (+1,2 m/s), 16. Juni 2024 in Leonora